# James Aubrey
Pour les articles homonymes, voir Aubrey.
James Aubrey est un acteur anglais, né le 28 août 1947 à Klagenfurt (Carinthie) et mort le 6 avril 2010 à Sleaford (Lincolnshire).

## Biographie

### Jeunesse et formations
James Aubrey Tregidgo naît le 28 août 1947 à Klagenfurt, dans le land de Carinthie, où son père, Aubrey James Tregidgo, est major de l'armée en zone d'occupation britannique, accompagné de sa mère, Edna May Tregidgo (née Boxall),. Elle a une sœur, Janet,.
Vu que son père se déplace souvent, il fréquente dans de différentes écoles telles que la Wolmer's Boys' School (en) à Kingston, à la Jamaïque, la Windsor Boys' School à Hamm, en Allemagne, la St John's School en Singapour, avant de suivre les cours de théâtre au Drama Centre London (en) entre 1967 et 1970,.

### Carrière

#### Théâtre
En mars 1962, James Aubrey fait sa première apparition professionnelle, interprétant le rôle de Philip dans la pièce Isle of Children de Jules Dassin au Wilmington Playhouse, ainsi qu'au théâtre de Broadway où il fait ses débuts. En 1970, pendant deux ans, il joue des rôles, tels qu'Andrew Aguecheek dans la pièce La Nuit des rois (Twelfth Night) et Theridamas dans Tamerlan le Grand (Tamburlaine), au Citizens Theatre, à Glasgow.
En juin 1973, il endosse le costume de l'agent de police dans l'avant-première Magnificence de Howard Brenton au Royal Court Theatre, à Londres. La même année, pendant un an, il fait une tournée avec les membres de Cambridge Arts Theatre, jouant le rôle de Diggory dans She Stoops to Conquer d'Oliver Goldsmith et encore celui d'Andrew Aguecheek dans La Nuit des rois. En 1974, il se joint à la Royal Shakespeare Company, où il incarne Sébastien dans La Tempête (The Tempest) et le Coude dans Mesure pour mesure (Measure for Measure). En 1979, il retrouve les membres du Cambridge Arts Theatre, avec qui il tient de différents rôles, comme Mark dans The Shadow Box de Michael Cristofer et Tony dans From the Greek. Il joue également dans d'autres endroits, comme le Birmingham Repertory Theatre (en), le Comedy Theatre (en) et le théâtre Old Vic.

#### Cinéma et télévision
En 1963, à l'âge de 14 ans, James Aubrey — faisant partie des 30 collégiens à être choisi parmi les 3 000 candidats — apparaît pour la première fois au grand écran Sa Majesté des mouches (Lord of the Flies) de Peter Brook dans le rôle principal, celui de Ralph, adapté du roman du même titre signé William Golding.
En 1976, il interprète Gavin Sorenson dans la mini-série Bouquet of Barbed Wire, ainsi que la préquelle intitulée Another Bouquet (1977). En 1978, il travaille avec les réalisateurs Norman J. Warren pour le film d'horreur La Terreur des morts-vivants (Terror) et Pete Walker pour le film dramatique Home Before Midnight (1979). En 1979, il joue brièvement dans un épisode de la série Le Retour du Saint (Return of the Saint).
En 1980, il apparaît dans La Grande Escroquerie du Rock'n'roll (The Great Rock 'n' Roll Swindle) de Julien Temple, avec les membres des Sex Pistols, racontant l'histoire, de façon romancée, du groupe et l'invention du punk rock. En 1987, il interprète le rôle du contrôleur de passeport dans Cry Freedom de Richard Attenborough, ainsi que, dans de différents, L'Homme d'à côté (Der Mann nebenan, 1991) de Petra Haffter et Spy Game : Jeu d'espions (Spy Game, 2001) de Tony Scott.

### Vie privée
En 1970, James Aubrey épouse Agnes Kristin Hallander dans le quartier de St Pancras, à Londres ; ce mariage se conclut par un divorce. Dans les années 1980, il a une brève aventure avec l'actrice française Patricia Barzyk, dont il a une fille Sarah Barzyk en 1989.

### Mort
James Aubrey meurt d'une pancréatite, chez lui, au village de Cranwell, non loin de Sleaford, le 6 avril 2010, à l'âge de 62 ans,.

## Filmographie partielle

### Cinéma

#### Longs métrages
- 1963 : Sa Majesté des mouches (Lord of the Flies) de Peter Brook : Ralph
- 1973 : The Sex Thief de Martin Campbell : le premier reporter
- 1975 : Galileo de Joseph Losey : le moine étudiant
- 1978 : La Terreur des morts-vivants (Terror) de Norman J. Warren : Philip
- 1979 : Home Before Midnight de Pete Walker : Mike Beresford
- 1980 : La Grande Escroquerie du Rock'n'roll (The Great Rock 'n' Roll Swindle) de Julien Temple : B.J.
- 1983 : Les Prédateurs (The Hunger) : Ron
- 1983 : Forever Young de David Drury : James
- 1986 : Riders of the Storm (The American Way) de Maurice Phillips : Claude
- 1987 : Cry Freedom de Richard Attenborough : le deuxième contrôleur de passeport
- 1990 : L'Abîme (The Rift) de Juan Piquer Simón
- 1991 : L'Homme d'à côté (Der Mann nebenan) de Petra Haffter : Brian Kotowsky
- 2001 : Spy Game : Jeu d'espions (Spy Game) de Tony Scott : Mitch Alford, agent de CIA

### Télévision

#### Séries télévisées
- 1974 : Z-Cars : Skipton (saison 9, épisode 25 : Mugs)
- 1976 : Bouquet of Barbed Wire : Gavin Sorenson (mini-série, 7 épisodes)
- 1977 : Another Bouquet : Gavin Sorenson (mini-série, 7 épisodes)
- 1979 : Le Retour du Saint (Return of the Saint) : Ingo (saison 1, épisode 23 : Appointment in Florence)
- 1982 : Bizarre, bizarre (Tales of the Unexpected) : Robert Simpson (saison 5, épisode 4 : Run, Rabbit, Run)
- 1982 : Emmerdale (Emmerdale Farm) : le révérend Bill Jeffries (12 épisodes)
- 1983 : The Cleopatras : Grypus (2 épisodes)
- 1984 : L'Amour en héritage (Mistral's Daughter) : Chase Arnold (mini-série, 3 épisodes)
- 1988 : Rockliffe's Folly : l'inspecteur-détective Derek Hoskins (4 épisodes)
- 1991 : The Men's Room : Steve Kirkwood (5 épisodes)
- 1992 : Inspecteur Morse (Inspector Morse) : le pathologiste (saison 6, épisode 4 : Absolute Conviction)
- 1996 : Affaires non classées (Silent Witness) : l'inspecteur-détective Hartley (2 épisodes)